# Mondo Topless
(Slogan promozionale)
Mondo Topless è un documentario del 1966, diretto da Russ Meyer.
In esso Meyer inserì spezzoni del suo precedente documentario Europe in the Raw, e il provino di Lorna Maitland per Lorna.
Programmato per il circuito dei drive in, il documentario ebbe buoni incassi. Alcune ragazze presenti in esso lavoreranno in seguito ancora con il regista statunitense.

## Trama
Sulle strade e sulle spiagge di San Francisco e in alcuni noti locali europei, un nutrito gruppo di spogliarelliste danzano e parlano delle loro vite.